# Station Thouaré-sur-Loire
Station Thouaré is een spoorwegstation in de Franse gemeente Thouaré-sur-Loire.